# Radosno (hrad)
Radosno (německy Freudenburg) je zřícenina hradu v severozápadní části pohoří Javoří hory, v oblasti Střední Sudety, mezi polskými obcemi Sokołowsko a Rybnica Leśna, v Dolnoslezském vojvodství.

## Historie
Hrad a jeho léno, které zahrnovalo město Mieroszów a okolní vesnice Unisław Śląski, Golińsk, Różana, Kowalowa, Sokołowsko a Nowe Siodło, se poprvé připomíná v letech 1350 a 1355. Hrad a léno patřily v té době ke knížectví svídnicko-javorskému a z té doby se připomíná místní purkrabí. Kdy byl hrad Radosno postaven a kdo jej založil, není jisté. Je pravděpodobné, že první budovy pozdějšího hradu vznikly ve druhé polovině 13. století. Běžně je spojován s osobou svídnicko-javorského knížete Boleslava I. Surového, i když existují i domněnky, že hrad postavili Češi jako protiváhu nedalekého hradu Rogowiec. 
V první polovině 14. století zůstal hrad v rukou Reincze, Hanse a Jerislava Švenkvaldů. V roce 1355 se hradu, který byl rejdištěm loupežníků, zmocnil český král Karel IV. z rodu Lucemburků. V roce 1356 hrad koupil Hersko z Rozkovic za 2300 kop pražských grošů. Při transakci bylo předkupní právo na koupi hradu vyhrazeno Boleslavu II. Malému. Toto právo však záhy uplatnil Boleslav II. Malý. V roce 1369, po smrti Boleslava II. Malého, dala vévodkyně Anežka (vdova po vévodovi) hrad v léno Vratislavovi biskupu Přeclavovi z Pohořelé, kterému hrad patřil až do roku 1376.
Dalšími majiteli hradu byli Gunzel a Nickel von Seidlitz a od roku 1388 Heinrich von Rechenberg a jeho čtyři synové. V roce 1392 přešla pevnost, stejně jako celé svídnicko-javorské knížectví, do držení českých panovníků. Během husitských válek byl hrad dvakrát obléhán husity (v letech 1427 a 1434), ale není známo, zda byl dobyt. Od počátku 15. století byl hrad obýván loupeživými rytíři, v důsledku čehož byl v roce 1443 zničen měšťany z Vratislavi. V roce 1466 hrad obnovili bratři Hans a Nikolaus von Schellendorf a sami se začali věnovat loupežnictví. V roce 1483 se hradu zmocnilo vojsko Matyáše Korvína. V roce 1497 se hradu na příkaz českého krále Vladislava Jagellonského zmocnil a zničil ho vratislavský radní Georg von Stein. Od té doby zůstal hrad zříceninou.

### Funkce hradu
- Spolu s okolními hrady Rogowiec, Grodno a Nový Dvůr představoval místní pohraniční opevnění na jižní hranici s Čechami.
- Střežil středověkou obchodní stezku procházející v blízkosti hradu.
- Pro Čechy představoval protiváhu nedalekého hradu Rogowiec.
- Byl prvním historickým centrem osídlení oblasti Mieroszowa.
- Sloužil k upevnění vrchnostenské moci v dosud velmi řídce osídlené horské oblasti,
- V 15. století byl sídlem loupeživých rytířů.
- Sloužil jako titulární sídlo správy panství.

Z hradu se dochovala dvanáct metrů vysoká spodní část válcové obranné věže a drobné přízemní fragmenty obytné budovy, která stávala na severozápadní straně bývalého obranného areálu.

## Přírodní poměry
Zřícenina kamenného hradu Radosno ze druhé poloviny 13. století se nachází v nadmořské výšce 770 metrů na severním svahu Suchawy v Kamenných horách v severozápadní části Javořích hor.

## Popis
Nejstarší část hradu byla postavena pravděpodobně ve druhé polovině 13. století. Jednalo se o válcovou kamennou věž o průměru 7,2 metru, postavenou z místního melafyru, obklopenou dřevěným a zemním opevněním. Vchod do věže se nacházel čtyři metry nad úrovní terénu. Obranná věž se nacházela na místě vystaveném největšímu nebezpečí útoku, v nejvyšší, jihovýchodní části kopce. 
Ve druhé etapě výstavby ve 14. století byly na místě dřívějšího dřevěného a zemního opevnění kolem věže postaveny obranné zdi a obytné a hospodářské budovy, které tvořily nádvoří o rozloze téměř 300 m². 
Hradiště se skládalo z vlastního hradu na vrcholu kopce, postaveného na obdélníkovém půdorysu o rozměrech 17 × 30 metrů, s obytným domem v severním rohu hradu a volně stojící válcovou věží. Ta stála v nejvyšší, jihovýchodní části základu. K hradu přiléhala v severozápadní části čtyřhranná věž o rozměrech cca 6 × 6 metrů), ohraničená obrannou zdí, v níž se nacházela vstupní brána. Na jižní straně k hradu přiléhalo malé obdélníkové předhradí o rozměrech 14 × 18 metrů. Na severní straně se nacházel malý hradní palác. Obranu hradu zvyšovaly příkopy vytesané ve skále, široké 3,5–7 metrů, někdy až čtyři metry hluboké.

## Přístup
Přes hrad vede žlutá turistická stezka spojující obec Sokołowské s městem Głuszyca.

## Galerie

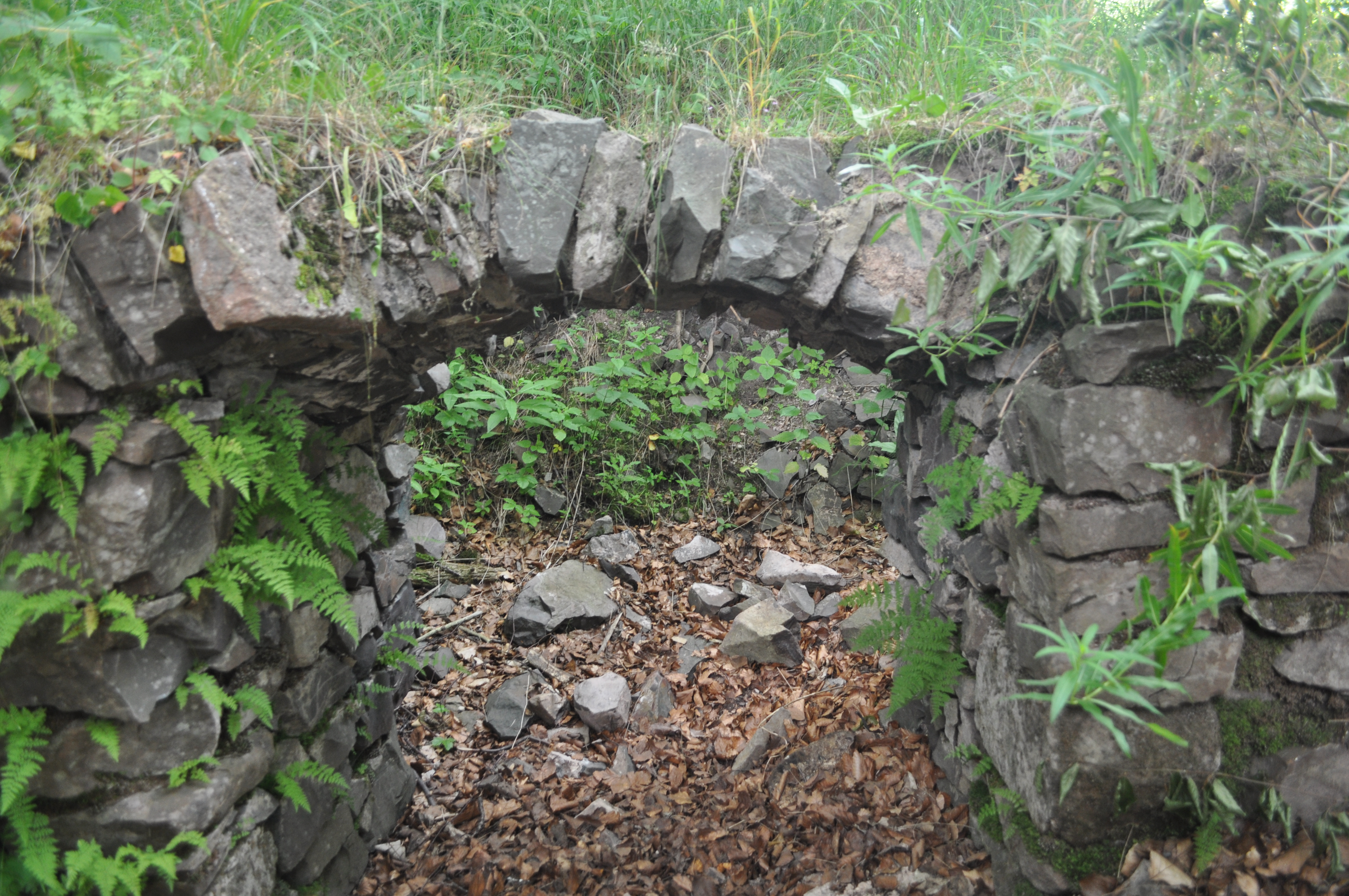
Radosno
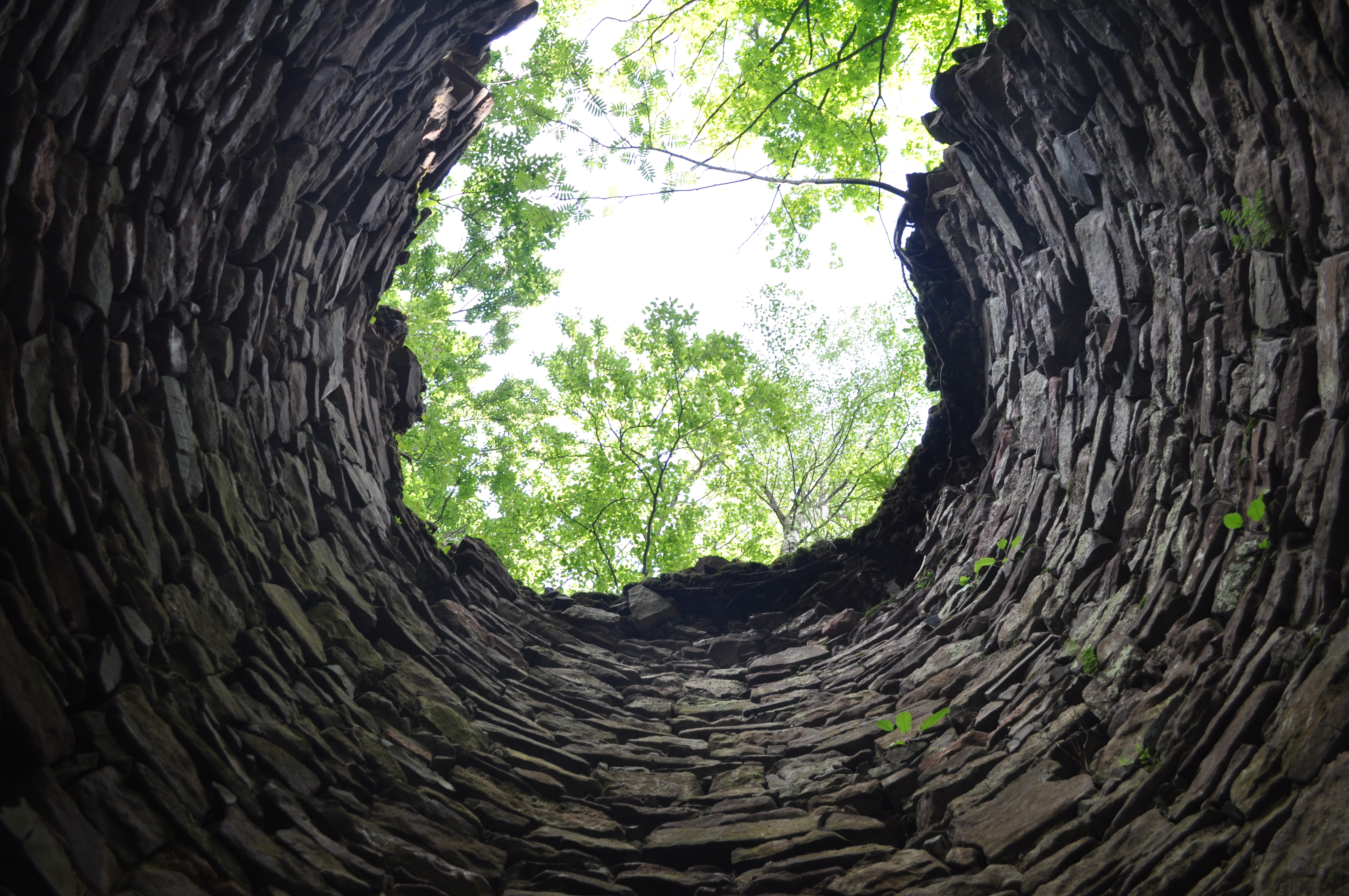
Radosno
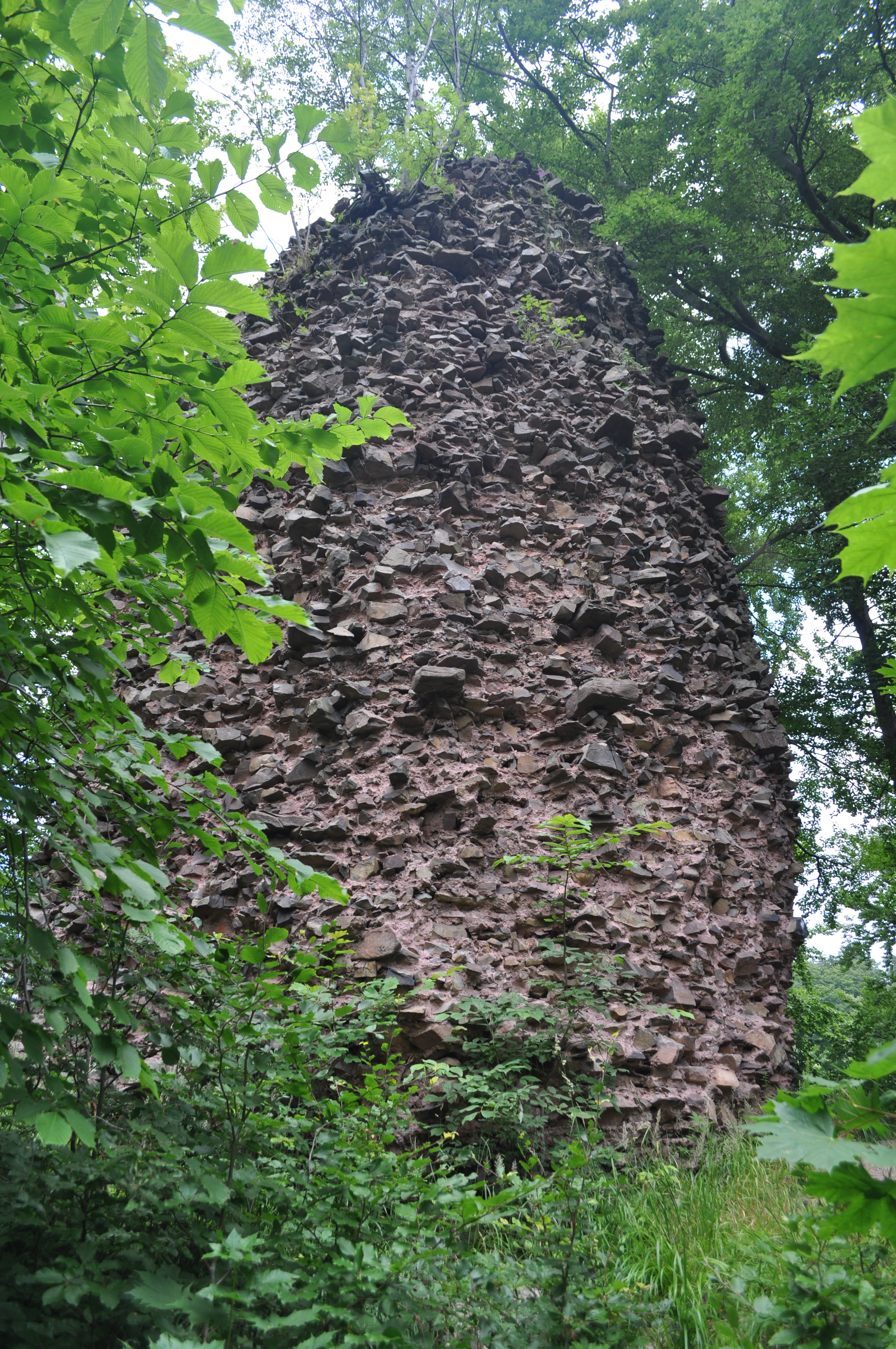
Radosno
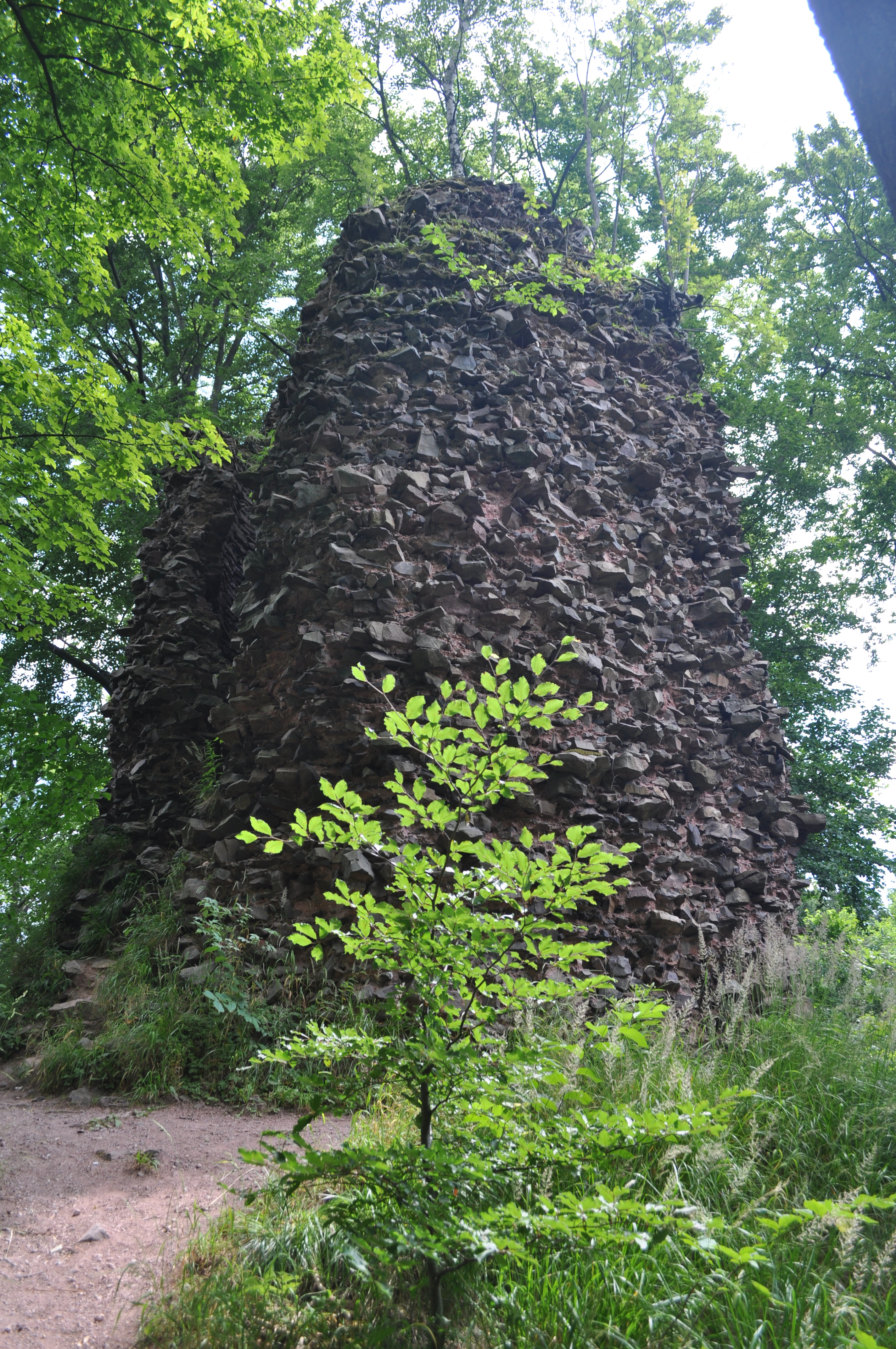
Radosno